# Tony DeBlase
Tony DeBlase (South Bend, 3 de abril de 1942-Portland, 21 de julio de 2000), también conocido como Anthony DeBlase, fue un zoólogo y escritor estadounidense que formó parte de las subculturas BDSM y leather. Fue el diseñador de la bandera del orgullo leather.

## Actividades en el mundo leather y BDSM
En 1979 fundó la revista DungeonMaster (sobre técnica sadomasoquista), que se desarrolló desde 1979 hasta 1994. También escribió para esa revista. En 1982, bajo el seudónimo de Fledermaus, publicó una colección de historias ficticias de sadomasoquismo, titulada The Fledermaus Anthology; también utilizó en otras publicaciones el seudónimo «Richard W. Krousher».
En 1986, la revista de temática leather Drummer fue vendida a DeBlase, quien la vendió en 1991 a Martijn Bakker, propietario de RoB Amsterdam. También fue uno de los fundadores y el primer editor de Sandmutopia Guardian, una revista pansexual especializada en técnicas y eventos sadomasoquistas.

Bandera del orgullo leather, diseñada por DeBlase.

El 28 de mayo de 1989, DeBlase presentó por primera vez la bandera del orgullo leather (que él mismo había diseñado) en el International Mister Leather. La reacción inicial a la bandera fue mixta. Según el artículo de DeBlase A Leather Pride Flag:

"Algunos, particularmente en la costa este, reaccionaron positivamente al concepto, pero estaban bastante preocupados, algunos incluso ofendidos, porque no había involucrado a la comunidad para ayudar a crear el diseño".

El 18 de septiembre de 1990, Clive Platman (Mr. Australia Drummer) le presentó a DeBlase una versión australiana de la bandera, incorporando la cruz del sur, que es parte de la bandera nacional australiana, con el diseño original de la bandera del orgullo leather.
En 1991, DeBlase y Chuck Renslow fundaron el Museo y Archivos Leather (LA&M), “como un archivo comunitario, una biblioteca y un museo de la historia y la cultura leather, las perversiones, los fetiches y el BDSM”. DeBlase se desempeñó como vicepresidente de la junta directiva allí desde 1992 hasta 2000. También comenzó una línea de tiempo de la historia del cuero, que se instaló en LA&M en la pared sur de la galería de exhibición principal. Sus documentos (entre otras cosas) se encuentran en el LA&M.
En International Mr. Leather 1999, DeBlase presentó una de las tres banderas de orgullo de cuero originales que ensambló como prototipo para el Museo y Archivos Leather.

## Premios
En 1987, DeBlase recibió el premio al Hombre del Año de la NLA. En 1990 recibió el premio a la persona de negocios del año como parte de los premios Pantheon of Leather. También recibió el premio Pantheon's Lifetime Achievement Award en 1994, su premio Forebear en 1997 y su premio Community Choice (Man) en 2001. En 2010 fue incluido en el Salón de la Fama Leather. En 2017 fue honrado junto con otros notables, nombrados en huellas de botas de bronce, como parte del San Francisco South of Market Leather History Alley. También fue nombrado Caballero en la Coronación Leather en San Francisco y recibió el Premio Calígula del Chicago Hellfire Club, del cual era miembro.

## Carrera profesional
DeBlase era un mastozoólogo especializado en biología de murciélagos. Coescribió A Manual of Mammalogy: With Keys to Families of the World (1974) con Robert Eugene Martin.

## Vida personal
DeBlase murió de insuficiencia hepática el 21 de julio de 2000. Le sobrevivió su pareja Andrew Charles, con quien mantuvo una relación durante 24 años.